# تارة شارما
تارة شارما (بالهندية: तारा शर्मा؛ بالإنجليزية: Tara Sharma Saluja) هي مقدمة تلفزيونية وعارضة وممثلة بريطانية وهندية، ولدت في 11 يناير 1977 في لندن في المملكة المتحدة.

## وصلات خارجية
- تارة شارما على موقع IMDb (الإنجليزية)
- تارة شارما على موقع قاعدة بيانات الفيلم (الإنجليزية)